# Perfect Blue
A Perfect Blue (パーフェクトブルー; Páfuekuto Burú; Hepburn: Pāfekuto Burū) 1997-ben bemutatott japán animációs pszichológiai thriller–horror, amelynek rendezője Kon Szatosi. A film a Madhouse gyártásában készült. A forgatókönyvet Murai Szadajuki írta Takeucsi Josikazu azonos című regénye alapján. Kirigoe Mima hirtelen kilép a "CHAM!" nevű J-pop lánycsapatból, hogy beindítsa színésznői karrierjét. Hátrahagyva eddigi kislányos imázsát, egy fülledt hangulatú tévésorozatban vállal szerepet. A hirtelen stílusváltás hatására barátai és rajongói elfordulnak tőle. A körülötte történő halálesetek és megszállott rajongója miatt Mimán egyre jobban eluralkodik a szkizofrénia.
A Perfect Blue ősbemutatója a montréali Fantasia Nemzetközi Filmfesztiválon volt 1997 júliusában. Japánban 1998. február 28-án, az Egyesült Államokban 1999. augusztus 20-án mutatták be. Magyarországon az Odeon és a Corner Film közös forgalmazásában került bemutatásara az Odeon-Lloyd moziban 2008. július 17-én. Később DVD-n is megjelent.

## Cselekmény
Kirigoe Mima, a CHAM! nevű J-pop-együttes vezető énekese úgy dönt, hogy kilép és színészként folytatja karrierjét. Szerepet kap a Kettős kötelék (Double Bind) című krimi tévésorozatban. Rajongói nem örülnek hirtelen stílusváltásának, különösen „Me-Mania” nevű zaklatója. Nem sokkal karrierváltása után névtelen faxot kap, amelyben a levél írója árulónak nevezi őt. Közben rátalál egy „Mima szobája” nevű honlapra, amely úgy írja le a mindennapjait, mintha valaki állandóan figyelné. Mimát ez nagyon aggasztja, de menedzsere, Hidaka Rumi expopsztár azt javasolja, hogy hagyja figyelmen kívül.
Eközben színészként egyre nagyobb sikereket ér el. Olyan szerepeket is elvállal, amiket azelőtt nem tett volna meg. A Kettős kötelék egyik jelenetében egy sztriptíztáncosnőt alakít, akit megerőszakolnak. A menedzsere figyelmezteti őt, hogy tönkreteheti a jó hírét, de Mima nem foglalkozik vele. Lassan felőrli őt a show világa és már nem tudja megkülönböztetni vízióit a valóságtól.
Több személyt, akik a jelenet forgatásában részt vettek, meggyilkolnak. Mima olyan bizonyítékot talál, amely őt is gyanúsítottá teheti, és növekvő mentális zavartsága okán kételkedni kezd saját ártatlanságában, úgy véli, a körülötte történő gyilkosságokat ő követi el elmezavaros állapotában. Kiderül, hogy „Me-Mania”, a „Mima szobája” feltételezett írója zavaros és nagyon manipulatív személy, és az egész mögött egy folie à deux játék húzódik. Az ál-naplóíró, aki egyben a sorozatgyilkos is, olyan Mimának képzeli magát, aki örökké fiatal és kecses, és Mimát tette bűnbakká, amiért elvesztette azt a Mimát, akiért rajongott.
„Me-Mania” rátámad Mimára és megpróbálja megerőszakolni, de Mima fejbe vágja egy kalapáccsal és az egyetlen segítségéhez, Rumihoz siet. Később Mima a szobájában próbálja felhívni Tadokorót, de őt és „Me-Maniát” is meggyilkolták. Mikor újra találkozik Rumival, az ő CHAM!-kosztümjét viseli és tébolyodottan énekli popdalait. Kiderül, hogy valójában Rumi az ál-naplóíró és azt képzeli, hogy ő az „igazi Mima”. Üldözőbe veszi Mimát és meg akarja ölni, mert úgy gondolja, hogy csak így mentheti meg az imázsát. Mimának sikerül ártalmatlanítania Rumit, de közben saját magát is megsebesíti. Bár Rumi megmarad téveszméiben, Mima a tapasztalatokat magába gyűjtve messzire költözik és új életet kezd, újonnan megtalált függetlenséggel és magabiztossággal.

## Szereplők
| Szereplő                                                                                                  | Japán hang      | Angol hang          | Magyar hang        |
| --- | --------------- | ------------------- | ------------------ |
| Kirigoe Mima (霧越未麻（きりごえ みま）; Hepburn: Mima Kirigoe)                                           | Ivao Dzsunko    | Ruby Marlowe        | Molnár Ilona       |
| Rumi (ルミ; Mima menedzsere)                                                                              | Macumoto Rika   | Wendee Lee          | Kerekes Andrea     |
| Tadokoro (田所（たどころ）)                                                                               | Cudzsi Sinpacsi | Barry Stigler       | Csankó Zoltán      |
| „Me-Mania” (内田守（うちだ まもる）; valódi nevén Mamoru Ucsida, Mima zaklatója)                          | Ókura Maszaaki  | Bob Marx            | Szkárosi Márk      |
| Tedzsima (手嶋（てじま）; Hepburn: Tejima)                                                                | Akimoto Jószuke | Steve Bulen         | Várday Zoltán      |
| Kantoku/direktor (監督; a Kettős kötelék rendezője)                                                       | Janada Kijojuki | Richard Plantagenet | Kapácsy Miklós     |
| Sibuja Takao (渋谷貴雄（しぶや たかお）; Hepburn: Takao Shibuya; a Kettős kötelék forgatókönyvírója)      | Sioja Joku      | Jimmy Theodore      | Maday Gábor        |
| Szakuragi (桜木（さくらぎ）; Hepburn: Sakuragi)                                                           | Hori Hidejuki   | N/A                 | Kisfalusi Lehel    |
| Murano (村野（むらの）; Mima erotikus fotósa)                                                             | Ebara Maszasi   | Jamieson Price      | Seder Gábor        |
| Ocsiai Eri (恵理（えり）; Hepburn: Eri Ochiai; a Kettős kötelékben pszichiátert játszó színész)           | Sinohara Emi    | Lia Sargent         | Mánya Zsófia       |
| Jada (矢田（やた）; Hepburn: Yada)                                                                        | Furuszava Tóru  | N/A                 | N/A                |
| Jukiko (雪子（ゆきこ）; Hepburn: Yukiko; a CHAM! tagja)                                                   | Furukava Emiko  | Bambi Darro         | Bogdányi Titanilla |
| Rei (レイ; a CHAM! tagja)                                                                                 | Niijama Siho    | Melissa Williamson  | Fésűs Bea          |
| Doi Tadasi (土居正（どい ただし）; Hepburn: Tadashi Doi; balhézó bandavezér Mima utolsó koncertjén)       | Szujama Akio    | N/A                 | Renácz Zoltán      |
| stáblista felolvasása                                                                                     | –               | –                   | Korbuly Péter      |
| További magyar hangok: Csúz Lívia, Csampísz Ildikó, Király Adrián, Sallai Nóra, Stern Dániel, Vári Attila |                 |                     |                    |

## Megvalósítás
A Perfect Blue regényből eredetileg élőszereplős filmet akartak készíteni, de a produkciós cég az 1995-ös kóbei földrengésben szenvedett károk miatt lecsökkentette a költségvetést egy OVA szintjére. Mivel Kon és Murai úgy gondolták, hogy a könyvből közvetlenül nem lehet jó filmet készíteni, így jelentősen változtattak a tartalmon, csak néhány alapkoncepcióhoz maradtak hűek. Kon későbbi munkáihoz hasonlóan (mint a 2006-os Paprika), a film elmossa a fantázia és a kortárs Japán valósága közötti határt.
Ótomo Kacuhirót különleges felügyelői (special supervisor) feladattal bízták meg, hogy segítsen a film külföldi értékesítésében, így számos filmfesztiválon mutatták be szerte világon.
A blue szónak a japánok gyakran az into the blue - az ismeretlenbe jelentését használják, ezért a cím helyes magyar fordítása „Tökéletesen ismeretlen” lenne.

## Megjelenések
A Perfect Blue ősbemutatója a montréali Fantasia Nemzetközi Filmfesztiválon volt 1997 júliusában. Japánban 1998. február 28-án mutatták be a Rex Entertainment forgalmazásában, a mozik tíz héten keresztül vetítették, LD-n a Pioneer LDC, Blu-rayen a Geneon Entertainment adta ki.
Az Egyesült Államokban 1999. augusztus 20-án mutatták be és a Manga Video forgalmazta. VHS-en 1999-ben adták ki kétféle, egy kissé vágott „R” korhatár-besorolású és egy vágatlan, besorolatlan változatban. DVD-n utóbbi jelent meg 2000-ben. A televízióban az Encore, majd 2007-ben a Sci-Fi Channel vetítette az Ani-Monday műsorblokkjában.
Magyarországon az Odeon és a Corner Film közös forgalmazásában került bemutatásara az Odeon-Lloyd moziban 2008. július 17-én, magyar felirattal és digitálisan. 2009-ben DVD-n is megjelent a Corner Film kiadásában magyar és japán hangsávval és magyar, illetve angol felirattal. A DVD több ráadás tartalmat, mint dokumentumfilmeket, interjúkat, szöveges kommentárokat és előzeteseket is tartalmaz.

## Filmzene
A Perfect Blue zenéjét Ikumi Maszahiro komponálta, a vokális dalokat Furukava Emiko, Simizu Mie, MISA és M-VOICE adta elő. A dalok lemezen 1998. február 18-án jelentek meg Japánban a Pony Canyon kiadásában.
| Perfect Blue Original Soundtrack dallista | Perfect Blue Original Soundtrack dallista                                                                                           | Perfect Blue Original Soundtrack dallista | Perfect Blue Original Soundtrack dallista | Perfect Blue Original Soundtrack dallista | Perfect Blue Original Soundtrack dallista | Perfect Blue Original Soundtrack dallista | Perfect Blue Original Soundtrack dallista | Perfect Blue Original Soundtrack dallista | Perfect Blue Original Soundtrack dallista |
| #                                         | Cím | Hossz                                     |                                           |                                           |                                           |                                           |                                           |                                           |                                           |
| ----------------------------------------- | --- | ----------------------------------------- | ----------------------------------------- | ----------------------------------------- | ----------------------------------------- | ----------------------------------------- | ----------------------------------------- | ----------------------------------------- | ----------------------------------------- |
| 1.                                        | Ai no tensi (愛の天使; Hepburn: Ai no tenshi; Angel of Love) (előadó: MISA, Furukava Emiko és Simizu Mie)                           | 4:19                                      |                                           |                                           |                                           |                                           |                                           |                                           |                                           |
| 2.                                        | Hitori demo heiki (一人でも平気; Alone yet Calm) (előadó: Furukava Emiko és Simizu Mie)                                             | 4:37                                      |                                           |                                           |                                           |                                           |                                           |                                           |                                           |
| 3.                                        | Mima no Theme (未麻のテーマ; Mima no Téma; Hepburn: Mima no Tēma; Mima’s Theme)                                                     | 5:45                                      |                                           |                                           |                                           |                                           |                                           |                                           |                                           |
| 4.                                        | Akumu (悪夢; Nightmare) | 5:20                                      |                                           |                                           |                                           |                                           |                                           |                                           |                                           |
| 5.                                        | Virtual Mima (バーチャ未麻; Bácsa Mima; Hepburn: Bācha Mima; Virtual Mima)                                                          | 4:50                                      |                                           |                                           |                                           |                                           |                                           |                                           |                                           |
| 6.                                        | Ucsida no Theme (内田のテーマ; Ucsida no Téma; Hepburn: Uchida no Tēma; Uchida’s Theme)                                             | 4:17                                      |                                           |                                           |                                           |                                           |                                           |                                           |                                           |
| 7.                                        | Omoide ni dakarete ima va (想い出に抱かれて今は; Hepburn: Omoide ni dakarete ima wa; Now Embraced by One’s Memories) (előadó: MISA) | 5:08                                      |                                           |                                           |                                           |                                           |                                           |                                           |                                           |
| 8.                                        | Akumu (Kaminari Version) (悪夢 (KAMINARI バージョン); Nightmare (Kaminari Version))                                                 | 5:53                                      |                                           |                                           |                                           |                                           |                                           |                                           |                                           |
| 9.                                        | Virtual Mima (Voice Version) (バーチャ未麻 (VOICE バージョン); Bácsa Mima; Hepburn: Bācha Mima; Virtual Mima (Voice Version))       | 4:39                                      |                                           |                                           |                                           |                                           |                                           |                                           |                                           |
| 10.                                       | Season (SEASON; Season) (előadó: M-VOICE)                                                                                           | 3:40                                      |                                           |                                           |                                           |                                           |                                           |                                           |                                           |
| 48:28                                     | |                                           |                                           |                                           |                                           |                                           |                                           |                                           |                                           |

## Fogadtatás
A film pozitív kritikai fogadtatásban részesült 1997-ben és több díjat is elnyert a Fantasia Nemzetközi Filmfesztiválon Montréalban, ahol a Részeges karatemester 2.-vel együtt a legjobb ázsiai filmnek választották és a Fantasporto filmfesztiválon Portugáliában, ahol pedig a legjobb animációs filmnek járó díjat nyerte el.
Az Egyesült Államokban a mozibemutató után vegyes kritikákat kapott. Több kritikus értetlenségét fejezte ki, hogy a Perfect Blue miért animációs filmként készült el, míg mások az általános anime sztereotípiákra, mint az indokolatlan szex és erőszak asszociáltak. Kon Szatosi a kritikákra válaszolva kijelentette, hogy büszke arra, hogy egy animátor és Perfect Blue animációként érdekesebb.
A Rotten Tomatoes filmkritikai oldalon 65%-ban pozitív értékelést kapott és 23 kritika alapján 6,4/10-es átlagpontozást állapították meg. A Time magazin beválasztotta a film DVD-jét az 5 legjobb anime DVD közé, a Time Out munkatársai pedig a 97. helyre sorolták a filmet a 100 legjobb animációs filmet tartalmazó listájukon. A Total Film 75 legnagyobb animációs filmjét tartalmazó listáján a 25. helyet érte el. A film helyet kapott az Entertainment Weekly „50 legjobb film, amelyet még sohasem láttál” 1991-2011 között bemutatott filmeket gyűjtő listáján.
Susan Napier a feminista filmelmélettel elemzi a filmet: „A Perfect Blue az érzékkel, személyiséggel és szerepléssel összefüggő fő problémáját - különösen a nőkre kivetítve - a nyitójelenettől kezdve jól konferálja. A valóság érzékelésében nem lehet bízni, pusztán a vizuális beállítás nem lehet a valóság, különösen ahogy a pszichodráma mélyül a tetőpont irányába.” Napier a pop idolokhoz és előadásaikhoz kapcsolódó témákat is észrevesz, ahogy hatnak a sztár megítélésére és szerepe játszására. Mima őrülete saját szubjektivitásának eredménye és támadás személyisége ellen. Roger Corman rendező a film kapcsán megjegyezte, hogy „Hitchcock együttműködést kötött Walt Disneyvel”, bár Napier szerint a Hitchcock műveihez kötődő szálak megtörnek a Mimát irányító férfiak meggyilkolásával. Az Otaku magazin a filmet a kortárs Japán fogyasztói társadalom kritikájának nevezte.
A Perfect Blue olyan filmeket ihletett meg, mint a 21 gramm, a Rekviem egy álomért vagy a Fekete hattyú. Madonna 2001-es Drowned World Tour turnéján What It Feels Like for a Girl című száma alatt több animéből, többek között a Perfect Blueból összevágott klipet vetített.